# Kahlia Cullwick
Kahlia Cullwick (15 dicembre 2003) è una canoista neozelandese, specializzata nello slalom ed ha partecipato ai III Giochi olimpici giovanili estivi, terminando la gara in quinta posizione.

## Palmarès
- Campionati oceaniani di canoa slalom

Auckland 2021: bronzo nel C1.